# Agrotis robustana
Agrotis robustana là một loài bướm đêm trong họ Noctuidae.